# Clathria placenta
Clathria placenta är en svampdjursart som först beskrevs av Jean-Baptiste Lamarck 1814.  Clathria placenta ingår i släktet Clathria och familjen Microcionidae. Inga underarter finns listade i Catalogue of Life.